# Gustav Adolph von Rutschmann

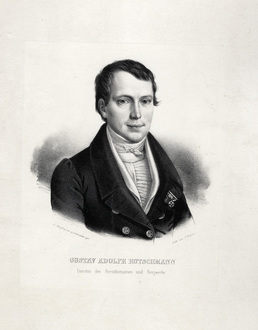
Gustav Adolph von Rutschmann

Gustav Adolph von Rutschmann (* 9. Januar 1793 in Rodalben (Pfalz); † 23. Januar 1845 in Karlsruhe) war ein deutscher Ministerialbeamter und Direktor der Vereinigten Forsten und Bergwerke in Baden.

## Leben
Gustav Adolph Rutschmann studierte ab 1810 Rechtswissenschaften an der Universität Heidelberg und wurde im selben Jahr Mitglied des Corps Suevia Heidelberg. Nach dem Studium trat er in den badischen Verwaltungsdienst als Praktikant im Kriegsbüro in Karlsruhe ein und wurde 1816 Sekretär im badischen Finanzministerium. 1823 wurde er zum Finanzrat bei der Generalkommission befördert. Er wurde später Mitarbeiter der 1832 als Sonderbehörde geschaffenen Vereinigten Forsten und Bergwerke und als Ministerialrat deren Direktor als Nachfolger von Wilhelm Ludwig Dietz. Der bürgerliche Rutschmann wurde badisch nobilitiert.
Rutschmann war für den Wahlbezirk der Stadt Karlsruhe Mitglied der Zweiten Kammer der Badischen Ständeversammlung.